# Rosneft
Rosneft, på ryska Росне́фть, IPA: [rɐˈsnʲeftʲ]; är ett ryskt oljebolag, med ryska staten som majoritetsägare. Huvudkontoret ligger i Moskva. Efter att det i mars 2013 köpte upp TNK-BP, blev företaget det största börsnoterade oljebolaget i världen.
Verkställande direktör är den Putin närstående Igor Setjin. Styrelseordförande sedan september 2017 är den tidigare tyska förbundskanslern Gerhard Schröder.